# Цуру Моримото
Цуру Моримото (јап. 森本 鶴; 9. новембар 1970) бивша је јапанска фудбалерка.

## Репрезентација
За репрезентацију Јапана дебитовала је 1994. године. Са репрезентацијом Јапана наступала је на Светском првенству (1995). За тај тим одиграла је 5 утакмица и постигла је 1 гол.

## Статистика
| Јапан  | Јапан | Јапан |
| Год.   | Ута.  | Гол.  |
| ------ | ----- | ----- |
| 1994   | 4     | 1     |
| 1995   | 1     | 0     |
| Укупно | 5     | 1     |